# 양지원 (1988년)
양지원(楊知元, 1988년 4월 5일 ~ )은 대한민국의 가수, 배우이다.

## 생애
양지원은 1988년 4월 5일 경남 거제에서 무남독녀 외딸로 태어났으며 대구광역시 중구에서 자랐다. 그녀는 2007년 5인조 걸그룹인 오소녀 멤버로 데뷔할 예정이었으나, 소속사의 재정 상황 악화로 인해 무산되었다.
2009년에 티아라 멤버로 합류하게 되었지만 정식 데뷔를 한 달 앞둔 채 탈퇴하게 되었고, 이 후 계속 배우로 활동하고 있던 중 2012년 2월 엠카운트다운을 통해 걸그룹 스피카의 멤버로 데뷔하였다. 그러나 2017년 2월 스피카는 5년 만에 공식해체하였고, 그 후 녹즙 판매 아르바이트 등으로 생계를 유지했다.
2017년 10월부터 아이돌 리부팅 프로젝트 더 유닛에 참가했으며 63명의 여성 참가자 중 최종 6위에 올라, 2018년 걸그룹 유니티의 멤버로 활동했다. 예선을 가장 높은 등급인 슈퍼부트로 통과한 덕분에 시작부터 여자부 1위를 거머쥐었으나, 한때 데뷔권 밖으로 밀려났다가 6위로 올라와서 결국 최종선발되었다.

## 학력
- 거제여자상업고등학교 졸업
- 동국대학교 연극영화학과 졸업

## 출연 작품

### 영화
- 2008년 고사:피의 중간고사_민혜영 역
- 2009년 슬픔보다 더 슬픈 이야기_크림 아역

### 드라마
| 연도          | 방송사  | 제목                               | 역할     | 비고 |
| ------------- | ------- | ---------------------------------- | -------- | ---- |
| 2011년~2012년 | MBN     | 왓츠업                             | 양지은   |      |
| 2015년        | SBS     | 이혼변호사는 연애중                | 유혜린   |      |
| 2015년        | MBC     | 내 품에 라바와 친구들              | 요르정   |      |
| 2018          |         | 매번 이별하지만 우린 다시 사랑한다 | 웹드라마 |      |
| 2022          | MBC     | 마녀의 게임                        | 진선미   |      |
| 2023          | KBS 1TV | 우당탕탕 패밀리                    | 정혜윤   |      |

### 뮤직 비디오
- 보이프렌드 - 내가 갈게[2]
- 노기태 - 못된 남자 (Feat. H-유진) (2011년)[3]
- 배치기 - 눈물샤워 (Feat.에일리)[4]

### 방송
- 2016년 MBC 《마이 리틀 텔레비전》
- 2017년 ~ 2018년 KBS2 《아이돌 리부팅 프로젝트 더 유닛》
- 2018년 KBS2 《불후의 명곡 - 전설을 노래하다》
- 2018년 4월 1일 MBC 《미스터리 음악쇼 복면가왕》 - 개츠비의 첫사랑 위대한 데이지 (참가자)
- 2020년 《주문 바다요》